# Panchhari
Panchhari (en bengali : পানছড়ি) est une upazila du Bangladesh dans le district de Khagrachari. En 1991, on y dénombrait 26 319 habitants.